# Haliotis mykonosensis
Haliotis mykonosensis is een slakkensoort uit de familie van de Haliotidae. De wetenschappelijke naam van de soort is voor het eerst geldig gepubliceerd in 2001 door Owen, Hanavan & Hall.